# Първа фитна
Първата фитна (гражданска война в ислямския свят) е военен конфликт, който довежда до свалянето на Рашидунския халифат и установяването на Умаядския халифат. Гражданската война включва три основни битки между четвъртия рашидунски халиф Али и бунтовническите групи на Муавия и Амр ибн ал-Ас.
Корените на първата гражданска война могат да се проследят до убийството на втория халиф Омар. Преди да умре от раните си, Омар сформира шестчленен съвет, който в крайна сметка избира Усман за следващ халиф. През последните години от управлението си, Усман е обвинен в непотизъм и в крайна сметка е убит от бунтовници през 656 г. След убийството на Усман, Али е избран за четвърти халиф. Айша (третата съпруга на Пророка Мохамед), Талха и Зубайр се разбунтуват срещу Али, за да го свалят от власт. Двете страни се сражават в битката на камилата през декември 656 г., в която Али излиза победител. След това Муавия, действащият управител на Сирия, обявява война на Али, уж за да отмъсти за смъртта на Усман. Двете страни се сражават в битката при Сифин през юли 657 г. Тази битка завършва с безизходица и призив за арбитраж, което предизвиква недоволството на хариджитите, които обявяват Али, Муавия и техните последователи за неверници. След насилието на хариджитите над цивилни граждани, силите на Али ги разбиват в битката при Нахраван. Скоро след това Муавия завзема и Египет с помощта на Амр ибн ал-Ас.
През 661 г. Али е убит от хариджа Абд ал-Рахман ибн Мулджам. След смъртта на Али неговият най-голям син Хасан е избран за халиф, но скоро след това е нападнат от Муавия. Изпадналият в беда Хасан сключва мирен договор, с който признава управлението на Муавия. Последният основава Умаядския халифат и го управлява като първи халиф.

## Предистория
След смъртта на Мохамед през 632 г. Абу Бакр става новият лидер на мюсюлманската общност. След като си възстановява контрола над размирните племена в Арабия, той изпраща мюсюлманските армии срещу чуждите империи на Византия и Сасанидска Персия, с което поставя началото на вълна от завоевания, продължени от неговия наследник Умар (р. 634 – 644 г.). Успехът на арабите довежда до почти пълен крах на Сасанидите и ограничава Византийската империя до Мала Азия, Северна Африка и европейските ѝ владения. Завоеванията носят на мюсюлманите щедри приходи и земи. Особено в днешен Ирак бившите земи на персийската аристокрация отиват в ръцете на мюсюлманите. Те стават общинска собственост, управлявана от държавата. Приходите се разпределят между армиите на завоевателите, които се заселват в днешен Ирак. Умар оставя управлението на провинциите на съответните управители, които притежават значителна автономия, а провинциалните излишъци се изразходват за заселниците от завладените територии, вместо да се изпращат в столицата.
Усман наследява Умар след убийството на последния през 644 г. Политиката му спечелва недоволството на мюсюлманския елит и обвинения в непотизъм. Той започва да централизира властта, като разчита на роднините си Умайяди – клан, който дълго време се противопоставя на Пророка Мохамед, като изключва останалите курейши, които се ползват със значителна власт по време на управлението на двамата му предшественици. Той назначава като управители във всички провинции свои роднини.
Макар че продължава експанзията в Източна Персия и на запад от Египет, завоеванията спират приблизително в по-късната част от управлението му. Притокът на нови земи се забавя и на преден план започват да излизат икономическите проблеми, които преди това са били пренебрегвани от племената на завоевателите поради постъпващите приходи. Това е съчетано с неприязънта на арабските номади към централната власт, която дотогава е била изместена от продължаващите военни действия. Продължаващата миграция на племена от Арабия към завладените територии също води до намаляване на плащанията от приходите от земите, което води до недоволство у старите заселници. Намесата на Усман в делата на провинциите, състояща се в обявяването на земите на Ирак за държавно имущество и изискването му излишъците от провинциите да бъдат препращани на халифа в Медина, довежда до широко разпространена опозиция срещу управлението му, особено от Ирак и Египет, където се заселват по-голямата част от завоевателните армии. Старите заселници също виждат, че статутът им е застрашен от предоставянето на земи в завладените територии на видни курейши като Талха ибн Убайд Аллах и Зубайр ибн ал-Ауам и от това, че халифът позволява на късно пристигналите племенни вождове като Ашат ибн Кайс да придобият земи там в замяна на земите си в Арабия.
Окуражавана от мединския елит, включващ сподвижници като Талха, Зубайр, Амр ибн ал-А'с, завоевателя на Египет, когото Утман сваля от власт, и вдовицата на Мохамед А'иша, провинциалната опозиция впоследствие се разширява в открит бунт и дисиденти от Египет и Ирак настъпват към Медина, убивайки халифа през юни 656 г.
Впоследствие Али, братовчед и зет на Мохамед, е признат за халиф.

## Битка на камилата
Вдовицата на Мохамед, А'иша бинт Аби Бакр, и двама от видните сподвижници на Мохамед, а именно Талха ибн Убайд Аллах и Зубайр ибн ал-Ауам, се противопоставят на наследяването на Али и се събират в Мека, където призовават за отмъщение за смъртта на Усман и за избор на нов халиф чрез съвет, вероятно Талха или Зубайр. Водещите роли на Талха и А'иша срещу Усман са добре известни. Бунтовниците събират армия и нахлуват в Басра, нанасят тежки загуби и я отнемат от управителя на Али с намерението да укрепят позициите си. Али изпраща сина си Хасан да събере армия в Куфа. В битката знамето е носено от друг от синовете на Али – Мухаммад ибн ал-Ханафия. Скоро той ги последва и обединената армия се отправя към Басра.
Двете армии са се срещнали край Басра. След три дни на неуспешни преговори битката е започнала в следобеда на 8 декември 656 г. и е продължила до вечерта. Зубайр напуска бойното полето, без да се сражава, но е преследван и убит от войските на ал-Ахнаф бин Кайс, вожд на племето Бану Саад. Талха е убит от умаяда Марван, друг забележителен бунтовник, вероятно за да лиши Муавия от сериозен претендент за халифата.
Със смъртта на Талха и Зубайр съдбата на битката е предопределена в полза на Али. Въпреки това, битката продължава, докато войските на Али не успяват да убият камилата на А'иша, откъдето битката получава името си. След това, Али изпраща Айша обратно в Медина, придружена от брат ѝ. Али също така обявява публично помилване и освобождава затворниците от войната. Това помилване се отнася и за високопоставени бунтовници като Марван, който скоро се присъединява към двора на Муавия като висш съветник.

## Битката при Сифин
Скоро след като поема властта, Али уволнява повечето от управителите на Усман, които смята за корумпирани, включително Муавия, братовчед на Усман.Муавия отказва да се оттегли и вместо това чрез свой представител уведомява Али, че ще признае халифата на Али в замяна на пожизнено управление на Сирия и Египет. Али отхвърля това предложение. По-рано той отказва и временно да утвърди за управител Муавия, когото Али смята за презрян човек.
Муавия обявява война на Али от името на сирийците с цел отмъщение за смъртта на Усман, сваляне на Али и създаване на сирийски съвет, който да назначи следващия халиф, вероятно Муавия. В писмо до него Али пише, че Муавия е добре дошъл да заведе дело за смъртта на Усман в съда на Али. След това Али предизвиква Муавия да представи някакви доказателства, които да го уличават в убийството на Усман. Той също така предизвика Муавия да посочи някой сириец, който би отговарял на изискванията за участие в съвета. След обявяването на война от страна на Муавия, Али свика съвет на ислямския управляващ елит, който го призова да се бори с Муавия.
Двете армии се срещат при Сифин, западно от Ефрат, в началото на лятото на 657 г. Там двете страни преговарят в продължение на седмици. Забележително е, че Муавия повтаря предложението си да признае Али в замяна на Сирия и Египет, което отново е отхвърлено. На свой ред Али предизвиква Муавия на дуел един срещу друг, за да се решат въпросите и да се избегне кръвопролитие. Това предложение е отхвърлено от Муавия. Преговорите се провалят на 18 юли 657 г. и двете страни се подготвят за битката. Основното сражение започва в сряда, 26 юли, като продължава три или четири дни. Мухаммад ибн ал-Ханафия отново носи знамето на армията на Али. Впоследствие превес в битката е взела армията на Али. Преди обяд обаче някои от сирийците вдигнали Корана на копията си, крещейки една и съща реплика: „Нека Божията книга бъде съдия между нас“. При това положение сраженията са спрели.

### Арбитраж
Муавия прилага гореспоменатата стратегия на позоваване на Корана, когато му съобщават, че армията му не може да спечели битката. Изправени пред призива за позоваване на свещената им книга, силите на Али спират да се бият, въпреки предупрежденията на Али, че позоваването на Корана е с цел измама. Принуден от силните мирни настроения в армията си и заплахите за бунт, Али приема предложението за арбитраж.
Мнозинството в армията на Али настоява за свой представител да бъде уж неутралният Абу Муса ал-Ашари, въпреки възраженията на Али относно политическата наивност на Абу Муса. В окончателното споразумение от 2 август 657 г. Абу Муса представлява армията на Али, а главният генерал на Муавия, Амр ибн ал-Ас, представлява другата страна. Двамата представители се задължават да се придържат към Корана и Сунната и да спасят общността от война и разделение.
Двамата арбитри се срещнали, първо в Думат ал-Джандал, а след това в Удхрух, и процедурата е продължила до средата на април 658 г. В Думат ал-Джандал арбитрите стигнаха до решението, че Усман е бил убит неправомерно и че Муавия има право да търси отмъщение. Според Маделунг това е по-скоро политическа, отколкото съдебна присъда, и е грешка на наивния Абу Муса. Тази присъда засилва подкрепата на сирийците за Муавия и отслабва позициите на Али.
Втората среща в Удхрух се е превърнала в безредие, когато при нейното приключване Амр нарушил предишното си споразумение с Абу Муса. Куфанската делегация реагирала яростно на отстъпките на Абу Муса. Той бил опозорен и избягал в Мека, докато Амр бил приет триумфално от Муавия при завръщането си в Сирия. След приключването на арбитража, сирийците обещават вярност на Муавия през 659 г. като следващ халиф. Али осъжда поведението на двамата арбитри като противоречащо на Корана и започва да организира нова военна експедиция в Сирия.

## Битката при Нахраван
След битката при Сифин една група се отделя от Али, когато той се съгласява да разреши спора с Муавия чрез арбитраж – ход, който групата смята за противоречащ на Корана. Повечето от тях по-рано принуждават Али да приеме арбитража, но впоследствие възкликват, че правото на съд принадлежи само на Бога. Макар че Али до голяма степен успява да си върне подкрепата им, останалите противници на арбитража се събират в Нахраван, на източния бряг на река Тигър. С оглед на тяхното напускане тази група е известна като хариджите – „тези, които се отделят“.
Хариджите отричат Али като халиф, обявяват него, последователите му и сирийците за неверници и вместо това избират за свой халиф Абд Аллах ибн Уахб ал-Расиби. По-късно хариджите започват да разпитват цивилни за мнението им относно Усман и Али и екзекутират тези, които не споделят възгледите им. В един от известните случаи хариджитите изкормват бременната съпруга на фермер, изрязват и убиват нероденото ѝ бебе, преди да обезглавят фермера. Хариджитите са разглеждани като предшественици на ислямските екстремисти.
Али получава новината за насилието на хариджите и се придвижва към Нахраван с армията си. Там той моли хариджитите да предадат убийците и да се върнат при семействата си. Хариджите обаче отвръщат предизвикателно, че всички те са отговорни за убийствата, тъй като смятат, че е позволено да убиват както последователите на Али, така и сирийците. След многобройни неуспешни опити за деескалация, Али обявява амнистия (която не се отнася за убийците) и забранява на армията си да взима пленници. Останалите хариджити, които се изчисляват на 2800 души, нападат и са победени от значително превъзхождащата ги армия на Али. Ранените, които се изчисляват на 400 души, са помилвани от Али. През януари 661 г., когато се моли в джамията в Куфа, Али е убит от хариджита Абд ал-Рахман ибн Мулджам.

## Мирният договор с Хасан
След убийството на Али през януари 661 г., най-големият му син Хасан е избран за халиф в Куфа. Муавия скоро настъпва към Куфа с голяма армия, а военните сили на Хасан масово дезертират, отчасти с помощта на военни командири и племенни вождове, които са привлечени на страната на Муавия с обещания и парични предложения. След неуспешен опит за покушение срещу него, раненият Хасан, който вече управлява само района около Куфа, се съгласява на мирен договор с Муавия през 661 г. Според този договор Хасан отстъпва халифата на Муавия в замяна на обща амнистия за народа и връщане на халифата на Хасан след смъртта на Муавия. Смята се, че той е отровен от една от собствените си съпруги по заповед на Муавия, и Хасан умира през 670 г. на 45-годишна възраст.